# 石破二朗
石破 二朗（いしば じろう、1908年〈明治41年〉7月29日 - 1981年〈昭和56年〉9月16日）は、日本の内務・建設官僚、政治家。位階・勲章は正三位・勲一等瑞宝章。
参議院議員（2期）、鳥取県知事（第39代）。鈴木善幸内閣において、自治大臣（第28代）兼国家公安委員会委員長（第38代）を務めた。
第102-103代内閣総理大臣、第28代自由民主党総裁である石破茂の父。

## 略年譜
- 1908年（明治41年）
  - 7月29日 - 鳥取県八頭郡大御門村大字殿（のち郡家町大字殿、現八頭町郡家殿）の農家に生まれる。石破市造、マサの次男だった。
- 1921年（大正10年）
  - 3月 - 殿尋常高等小学校尋常科卒業[1]
- 1925年（大正14年）
  - 3月 - 鳥取県立第一中学校四年修了[1]
- 1928年（昭和3年）
  - 3月 - 高知高等学校文科甲類卒業[1]
- 1932年（昭和7年）
  - 7月 - 東京帝国大学法学部法律学科英法科卒業[2]
  - 5月 - 内務省社会局属保険部勤務[2]
  - 11月 - 警視庁属保安部健康保険課勤務[2]
- 1933年（昭和8年）
  - 12月 - 兼任社会局属保険部勤務[2]
- 1935年（昭和10年）
  - 9月 - 福岡県属学務部社会課長[3]
- 1936年（昭和11年）
  - 6月 - 地方警視高等官七等[3]、山形県警察部勤務[3]、警察部保安課長[3]
  - 7月 - 従七位[3]

- 1937年（昭和12年）
  - 7月 - 警視庁警視 本所厩橋警察署長[3]
- 1938年（昭和13年）
  - 5月 - 地方事務官宮城県勤務[3]
  - 7月 - 高等官六等[3]

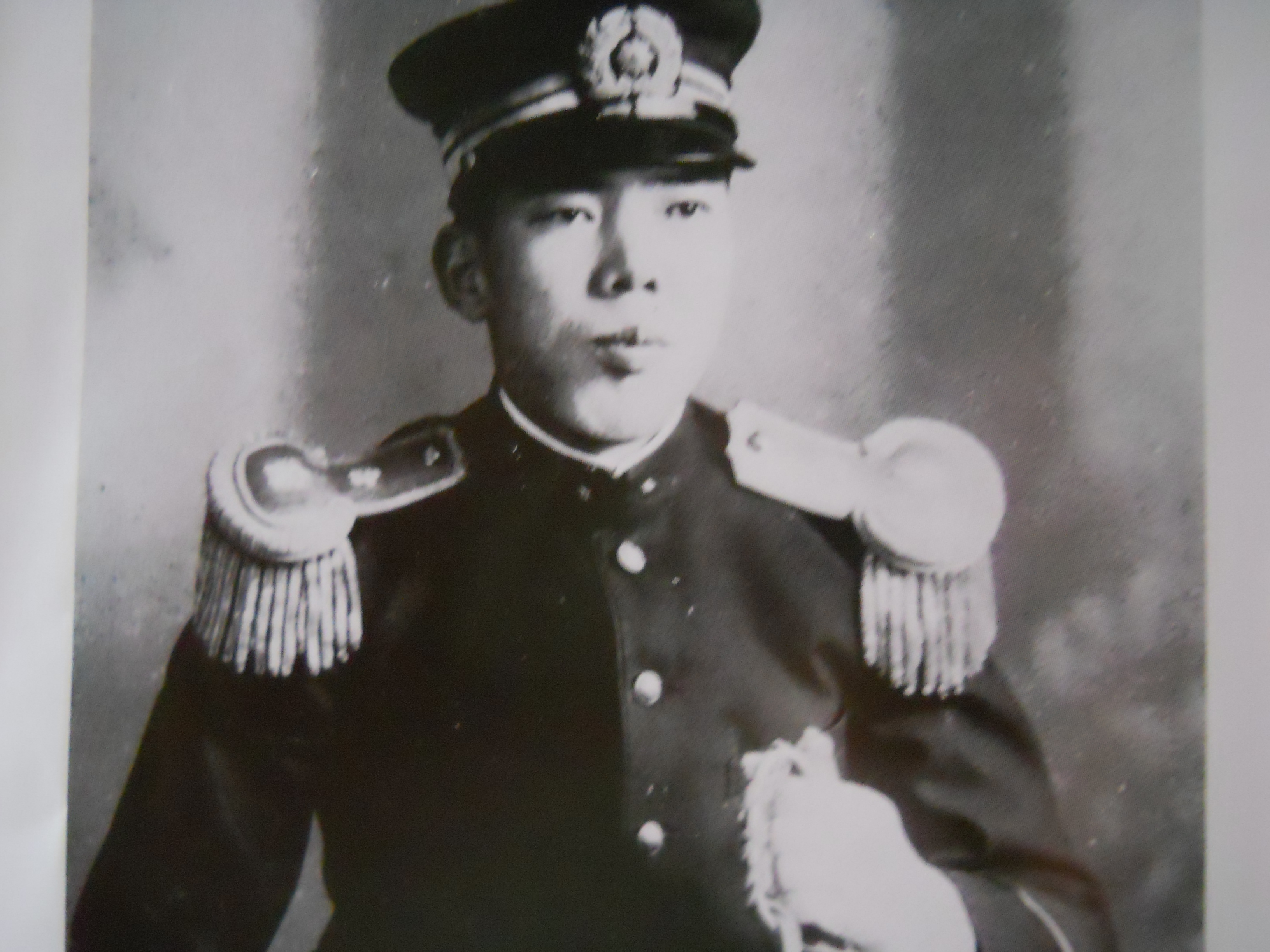
石破二朗
本所厩橋警察署長の正装
（昭和12年春）

  - 8月 - 学務部教育課長兼社会教育課長[3]、正七位[3]
  - 12月 - 厚生事務官失業対策部勤務[4]
- 1939年（昭和14年）
  - 1月 - 職業部勤務[4]
- 1940年（昭和15年）
  - 4月 - 勲六等瑞宝章[4]
  - 7月 - 高等官五等[4]
  - 8月 - 従六位[4]
  - 11月 - 紀元二千六百年祝典記念章[4]
- 1941年（昭和16年）
  - 1月 - 職業局技能課勤務[4]
- 1942年（昭和17年）
  - 3月 - 北海道庁拓殖部長[5]、第二五軍軍政部[5]
  - 9月 - 高等官四等[5]
  - 12月 - 正六位[5]
- 1943年（昭和18年）
  - 2月 - 勲五等瑞宝章[5]
  - 3月 - 陸軍司政官 昭南軍政監部[5]
- 1944年（昭和19年）
  - 10月 - 高等官三等[5]
  - 11月 - 従五位[5]
- 1947年（昭和22年）
  - 5月 - 内地上陸 内務事務官二級[6]、大臣官房勤務[6]
  - 7月 - 総理庁事務官[6]、戦災復興院総裁官房勤務[6]
  - 8月 - 戦災復興院特別建設局業務部総務課長[6]。業務部長心得[6]
  - 9月 - 業務部物資課長兼務[6]
  - 12月 - 特別調達庁勤務[7]
- 1948年（昭和23年）
  - 1月 - 調整局次長[7]
  - 7月 - 契約局次長[7]
- 1949年（昭和24年）
  - 6月 - 事業部長[7]
- 1950年（昭和25年）
  - 4月 - 労務管財部長[7]
  - 7月 - 建設事務官建設省監察官[7]
- 1951年（昭和26年）
  - 10月 - 公共事業費をめぐる不正事件に関し衆議院行政監察特別委員会に証人喚問された[8]。
- 1952年（昭和27年）
  - 4月 - 建設省都市局長[9]
  - 8月 - 建設大臣官房長[9]
- 1955年（昭和30年）
  - 7月 - 住宅局長に併任[10]
  - 11月 - 建設事務次官[10]
- 1958年（昭和33年）
  - 6月 - 建設事務次官退任[11]
  - 12月 - 鳥取県知事に就任[11]
- 1962年（昭和37年）
  - 11月 - 鳥取県知事に再任[12]
- 1964年（昭和39年）
  - 4月 - 日米知事相互訪問計画に基づく昭和三十九年度日本側知事代表として訪米、南米における移民状況視察[12]。　
  - 12月 - 日本赤十字社鳥取県支部長[12]

- 1966年（昭和41年）

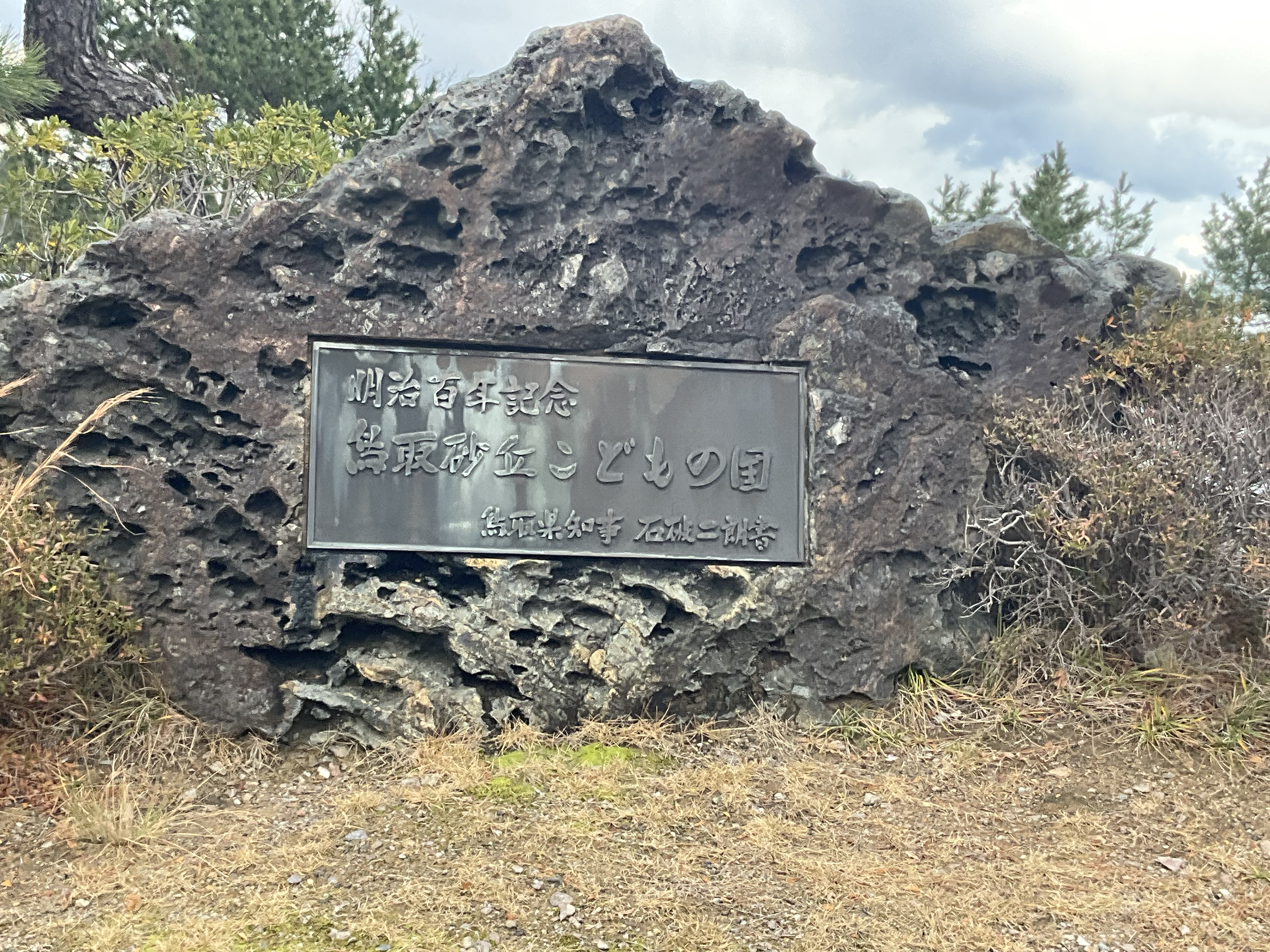
鳥取砂丘こどもの国駐車場に設置されている記念碑

  - 8月 - ソ連邦対外友好文化連絡協会連盟及び「ソ日」協会の招きにより、ソビエト国民生活視察のためソビエト連邦訪問[13]。
  - 11月 - 鳥取県知事に再任[14]
- 1967年（昭和42年）
  - 12月 - 特殊地域農業振興対策審議会委員[14]
- 1970年（昭和45年）
  - 11月 - 鳥取県知事に再任[15]
- 1974年（昭和49年）
  - 2月 - 鳥取県知事辞任[16]
  - 7月 - 参議院議員当選[16]
  - 12月 - 国土開発幹線自動車道建設審議会委員[16]
- 1979年（昭和54年）
  - 11月 - 外務委員長[17]
- 1980年（昭和55年）
  - 5月 - 参議院議員に再任
  - 7月 - 自治大臣、国家公安委員会委員長就任[17]
  - 12月 - 癌手術のため、自治大臣、国家公安委員会委員長を辞任[17]。
- 1981年（昭和56年）
  - 9月16日 - 肝性昏睡のため、鳥取市の鳥取県立中央病院で死去した[18][19]。73歳没。同月18日、特旨を以て位五級を追陞され、死没日付をもって従五位勲五等から正三位勲一等に叙され、瑞宝章を追贈された[20][19]。葬儀委員長は田中角栄が務めた。戒名は「普照院殿政誉因伯二州大居士」[19]。
  - 10月2日 - 哀悼演説が参議院本会議で、上條勝久により行われた[18]。
  - 11月3日 - 鳥取県八頭郡郡家町（現･八頭町）の墓地に納骨された[19]。

## 人物像

### 人柄・性格
- 清貧と努力の人である。
- 農本思想の持ち主である[21]。
- 儒教精神を尚ぶ。
東京生活中毎週末帰省、病弱の夫人を見舞い、故郷の神社参詣、父祖の墓参りを欠かしたことはなかった。参院選の時、｢私は鳥取県の人間である。鳥取に住み、鳥取に墓をつくる｣と述べた[22]。
- 故郷を忘れず義と理に厚い[23]。
- 古武士的性格である[24]。

### 評価
- 元鳥取県八頭地方農林振興局長の井上正太郎によると、

二朗さんの生家は、殿部落の市谷寄りにあり、前庭には古い柿の木がありました。私の家とは二百米位の距離なので、子供の頃はよく遊びにいきました。“二朗さん遊ばああ”と声をかけると、じょう口のあたりに、二朗さんの祖父の常七じいさんが、よく腰を下していて、“二朗や、正たんが遊びに来たぜ、早（はよ）う出んかいや”と大声で呼んで下さったものです。その家もとうになくなりましたが柿の木だけは今も残っており、知事になられたときも、大臣になられたときも、郷土訪問の晴れ姿を見ていました。
…思い出は尽きませんが、最後に二朗さんの生家の隣りの老婆の語った思い出話を一つ記して終りとします。
「私がここに嫁に来た頃、六つか七つ位だった二朗さんが“この嫁さんはなんちゅう色の黒い嫁さんだあ”と言われたので大変恥（はず）かしゅうござんした。その二朗さんが大きうなって高知から帰っておられたときのことです。その年は二朗さんげの西瓜がたいへんようできて、お父さんが私に売ってきてくれといわれ、私の実家の方に売りに行った時です。
その時二朗さんが“あばさんわしが車を曳いてやる”といって草履ばきで荷車を曳き、安井から新興寺まで上り売り切れました。そうしたら“あばさんは実家（さと）によって帰りない”といって一人で空車を曳いて帰ってごされたが、ほんに感心な人でしたぜ」と。
- 元鳥取県農林部長の福政實によると、

｢石破知事は自分が農家の生れということもあってのことかと思いますが、農林漁民に対して非常な愛情を注いでおられたことをひしひしと感じさせられたものでした。昭和三十六年に私が米子地方農林振興局長をしていた当時、管内の普及員を集めて“自分のおやじは珍らしいもの好きで、人より先に柿を栽培したり養蚕をはじめたりしたものだが全部失敗してしまった。大体他人がよいことをやったのを見て二番目位を行くのが失敗がなくてよいと思うので、君等もよう心得て百姓の指導に当ってくれ。”と言はれたことを肝に銘じております。
昭和四十七年頃であったと思いますが、倉吉市大河内部落の約百ヘクタールの分収造林が完成し、部落公民館で祝賀会が開かれ、知事のお伴をしたことがありました。公民館といっても木造の古い建物でしたがその時かれこれ百三十人位の農家の人を前にしてされた挨拶の一部に次のようなことがありました。
“実は私も八頭郡の山家の出身でして、子供の頃よくおじいに連れられて山に木を植えに行ったものでした。おやじに言わせると、おじいの植えかたは技術が下手で杉の根もとのところが曲ってしまうということでしたが、それでもおじいは私に、こうやって木を植えておくとお前が分家するときに役に立つだけえなあと言って私をだまくらかして手伝わせたものでした。その後その山も他人の手に渡ってしまいましたが、とにかく木を植えるということはええことだと今でも思っております”十年も前の何げない知事の挨拶が何故か私の脳裏に焼きついて忘れることができません」という。
- 元衆議院議員の山本幸雄によると、

｢石破さんといえば、われわれ旧内務省の後輩では“こわい人”で通っていた。剛直そのもので温厚などとは程遠いお人柄で剛球をビシビシ投げ込む鉄腕投手の感があった（中略）めったなことに笑わない、いつもあごを引いてきびしい表情で真実を探求せずばやまないといった感じを受けた…｣という。

### その他
太宰治、永井荷風の著作物を好む。
宗教は浄土宗。

### 交友関係
田中角栄元首相は友人である。安田貞栄境港市長（第3代）が石破に「あなたは元気である限り、本県県政を担当願うことが県民のためになると思う。それほどあなたを高くかっておるが東京では（自民党の）田中派に属しておることが釈然としませんね」と言った時「君は田中という人を知らんからだ。実は自分が初めて鳥取県知事に立候補して現職知事（遠藤茂）との一騎討ちのきびしい選挙を戦い当落の決まる夜娘2人が東京の家でラジオの報道をはらはらした心持ちで聞いておるときに田中さんは心配だろうと娘たちと一緒に炬燵にあたって一喜一憂してくれたのだ。当選がきまったら「これでお二人とも安心だね」と言って帰ったそうだ。これに心を打たれるではないか。付け焼刃でできることではない」と述べた。
1955年（昭和30年）に自由党時代の田中から東京都知事選挙に出馬するように請われたが、「東京都知事にはならない、鳥取県知事に請われればなる意志がある」と答えた。田中は「何故日本で一番小さい鳥取県の知事を望むのだ」とたずねると「私は鳥取県人である、鳥取に生まれ育ち、そして死ぬのである。小さくとも我が県は鳥取県である」と明快に答えた。田中は「君が郷土を思う至情に打たれた」と述べている。

## 受章歴
- 1940年（昭和15年）4月29日 - 勲六等瑞宝章[4]
- 1943年（昭和18年）2月9日 - 勲五等瑞宝章[5]
- 1981年（昭和56年）9月16日 - 勲一等瑞宝章[19]

## 家族

### 石破家
- 祖父：常七[34]
嘉永元年（1848年）3月生[34] - 没

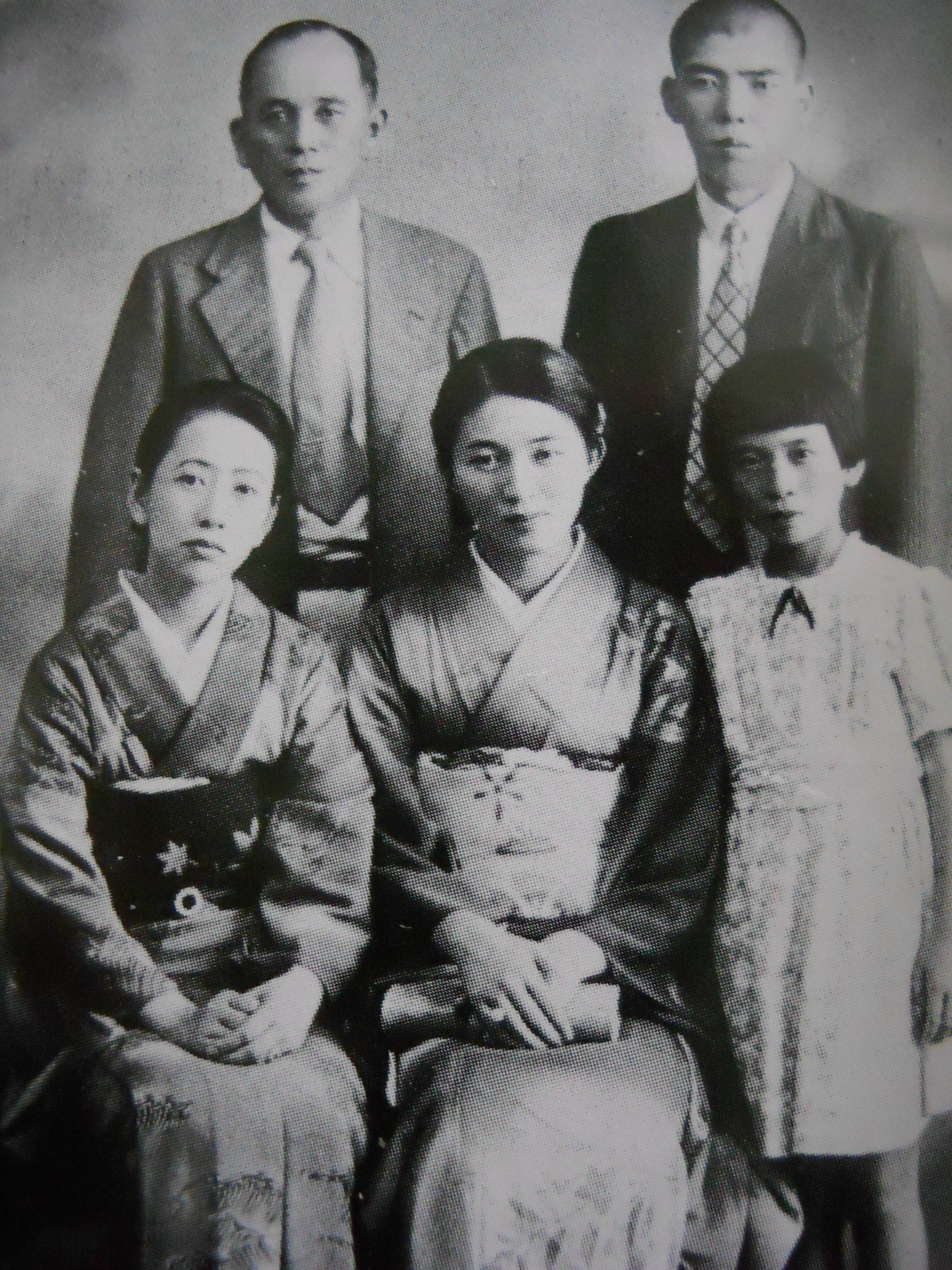
二朗（後列右、昭和14（1939年）夏）

- 祖母：みや（八頭郡下私都村花原、森本忠左衛門長女[34]）
安政元年（1854年）9月生[34] - 没
- 父：市造（農業、政治家・元村長）
明治7年（1874年）12月2日生[34] - 昭和16年（1941年）1月19日没[35]
- 母：マサ（岩美郡米里村美和、山田松太郎長女[34]）
明治9年（1876年）9月生[34] - 昭和3年（1928年）4月1日没[36]
- 妻：和子（官僚金森太郎長女、宗教家金森通倫孫）
大正7年（1918年）8月生[37] - 没
- 長男：茂（政治家、第102-103代内閣総理大臣）
昭和32年（1957年）2月生 -
- 二女あり（二人とも茂の姉にあたる）
- 義兄（長姉の夫）：臼井宗（教育者）